# (2509) Чукотка
(2509) Чукотка (лат. Chukotka) — типичный астероид главного пояса, который был открыт 14 июля 1977 года советским астрономом Николаем Черных в Крымской обсерватории и назван в честь субъекта Российской Федерации — Чукотки.

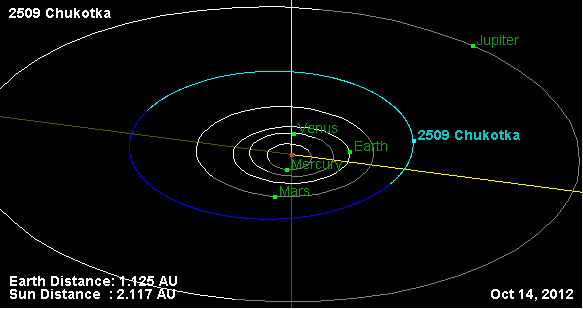
Орбита астероида Чукотка и его положение в Солнечной системе